# Geher-Länderkampf der Frauen 1983 Frankreich – BR Deutschland – Belgien
| 7. Leichtathletik-Länderkampf mit bundesdeutscher Beteiligung 1983 | 7. Leichtathletik-Länderkampf mit bundesdeutscher Beteiligung 1983 |
| ------------------------------------------------------------------ | ------------------------------------------------------------------ |
|                                                                    |                                                                    |
| Geher-Vergleich der Frauen: Frankreich – BR Deutschland – Belgien  |                                                                    |
| Austragungsort                                                     | Bar-le-Duc                                                         |
| Wettbewerbe                                                        | 1                                                                  |
| Datum                                                              | 18. Juni                                                           |
| 1. FRA 2. FRG 3. BEL                                               | 25 P 15 P 06 P                                                     |
| Chronik                                                            |                                                                    |
| ← FRG-BGR (F)                                                      | FRA-FRG Geher (M) →                                                |

Im siebten Vergleich des Länderkampfjahres 1983 trafen sich die Geherinnen aus Frankreich, der Bundesrepublik Deutschland und Belgien. Es war der erste Länderkampf der Geherinnen in diesem Jahr, der in der nordfranzösischen Stadt Bar-le-Duc stattfand. Auf die Belgierinnen waren die bundesdeutschen Geherinnen zuvor noch nicht gestoßen. Mit Frankreich hatte es dagegen bereits fünf Aufeinandertreffen der bundesdeutschen Athletinnen gegeben, an denen jeweils einige weitere Länder teilgenommen hatten. In den ersten drei Vergleichen dieser Form war die Bundesrepublik jeweils Zweiter hinter Schweden und vor Frankreich geworden. 1981 hatte Frankreich vor der Bundesrepublik den zweiten Platz belegt und im Vorjahr hatte Frankreich vor der Bundesrepublik gewonnen. Auch die Männer trugen am selben Ort einen zweitägigen Länderkampf mit Frankreich aus, an dem Belgien allerdings nicht beteiligt war.

## Modus
Ausgetragen wurde ein Wettbewerb im Straßengehen über 10 Kilometer. Jede Nation konnte vier Geherinnen stellen, von denen die drei Besten gewertet wurden. Die Punkte wurden verteilt wie folgt: 1. Platz: 10 Punkte / 2. Pl.; 8 P / 3. Pl: 7 P / 4. Pl.: 6 P / 5. Pl,: 5 P / …

## Ergebnis
Die drei gewerteten französischen Geherinnen erreichten das Ziel komplett vor dem Rest des Feldes, womit Frankreich die Länderkampfwertung mit der Maximalpunktzahl 25 gewann. Die drei bundesdeutschen Vertreterinnen belegten die Ränge vier, fünf und sieben – zwischen ihnen befand sich die vierte Sportlerin aus Frankreich. Damit kam das bundesdeutsche Team mit fünfzehn Punkten auf den zweiten Platz vor den Belgierinnen, die sechs Punkte erreichten.

## Resultat

### 10 km Straßengehen
| Platz | Athletin           | Land | Zeit (min) |
| ----- | ------------------ | ---- | ---------- |
| 01    | Suzanne Griesbach  | FRA  | 49:38,8    |
| 02    | Monique Boueroux   | FRA  | 51:42,3    |
| 03    | Viviane Humbert    | FRA  | 52:27,6    |
| 04    | Ingrid Adam        | FRG  | 53:16,6    |
| 05    | Jutta Schwoche     | FRG  | 53:34,2    |
| 06    | Jeanine Gosselin   | FRA  | 53:56,6    |
| 07    | Brigitte Bück      | FRG  | 54:01,3    |
| 08    | Claudine Hoogstoel | BEL  | 56:04,6    |
| 09    | Danielle Ysmal     | BEL  | 57:21,3    |
| 10    | Renate Bauch       | FRG  | 57:49,0    |
| 11    | Frieda Dewolf      | BEL  | 58:56,6    |
| 12    | Christine Burton   | BEL  | 61:45,0    |